# Nautódices
Los nautódices (del griego naútes, marino, navegante, y Δίκη/diké, justicia) eran los jueces de los tribunales marítimos en Atenas
Tuvieron gran importancia durante la segunda mitad del siglo V a. C., en la época del esplendor del Imperio y comercio atenienses.
Entendían de los asuntos relativos a la navegación y al comercio marítimo. Más tarde, sólo se dedicaron a la instrucción de los procesos de esta clase. Probablemente ya no existían en tiempos de Demóstenes.